# 西溫莎 (新澤西州)
西溫莎（英語：West Windsor）是位於美國新澤西州默瑟縣的一個鎮區。

## 地方資料
西溫莎的面積為68.00平方千米，當中陸地面積為66.17平方千米，而水域面積為1.83平方千米。根據2020年美國人口普查的數據，當地共有人口29518人，而人口密度為每平方千米434.09人。